# Реципрокність (економіка)
Реципрокний обмін — обмін дарами на неринковій основі, рух предмету обміну на основах взаємності між суб'єктами, що належать до симетричних груп.
Передача продуктів праці без визначених норм щодо їх кількості та зворотної трансакції, що відіграє символічну знакову роль і втілює у собі акт встановлення та зміцнення соціальних відносин між членами суспільства.